# Samsung ATIV Tab
De Samsung ATIV Tab (serienummer GT-P8510) is een door Samsung Electronics ontwikkelde tablet-pc met het besturingssysteem Windows RT. De introductiepresentatie vond plaats op 29 augustus tijdens het IFA 2012 in Berlijn.
De tablet behoort tot de ATIV-serie van Samsung. Andere producten binnen deze serie zijn de ATIV S, ATIV Smart PC en ATIV Smart PC Pro.

## Specificaties
Hieronder volgen de specificaties van de ATIV Tab:
| Kenmerk        | Specificatie                                                      |
| -------------- | ----------------------------------------------------------------- |
| Scherm         | 10,1 inch 1336 x 768 px, 155 ppi PLS-tft-touchscreen              |
| Afmetingen     | 265,8 x 168,1 x 8,9 mm                                            |
| Gewicht        | 570 gram                                                          |
| Geheugen       | 32/64 GB, uitbreidbaar tot 64 GB via microSD 2 GB RAM             |
| Camera         | 5 MP (achter), 1,9 MP (voor) Led-flitser, auto-focus              |
| Processor      | Qualcomm APQ8090A Snapdragon Dualcore 1,2 GHz                     |
| Connectiviteit | Wifi a/b/g/n 2,4 + 5 GHz, Direct NFC, USB 2.0, BT4.0LE, HDMI 1.3B |
| Batterij       | 8200 mAh, niet verwisselbare Li-ionbatterij                       |
| SAR-waarde     | 0,16 W/kg                                                         |